# Trie Utami
Trie Utami, pseudonim Iie, właśc. Trie Utami Sari (ur. 8 stycznia 1968 w Bandungu) – indonezyjska piosenkarka, kompozytorka i pianistka; była wokalistka zespołu Krakatau, związana także z formacją Rumpies.
Pierwszych nagrań dokonała z zespołem Krakatau. W 1986 roku wydali swój debiutancki album. Szerszą rozpoznawalność przyniósł jej jednak dopiero utwór „Keraguan”, z którym w  1987 roku wygrała konkurs muzyczny (Lomba Cipta Lagu Remaja Prambors).
W 1989 roku wygrała indonezyjski Festiwal Piosenki Popularnej. W 1990 roku zajęła drugie miejsce na festiwalu ABU Golden Kite World Song Festival w Kuala Lumpur. Na swoim koncie ma również nagrody BASF Award i Anugerah Musik Indonesia (AMI).

## Dyskografia
Albumy studyjne
- 1991: Untuk Ayah dan Ibu Tercinta
- 1992: Kau yang Kutunggu
- 1995: Cemburu
- 1996: Mungkinkah Terjadi
- 2007: Kekasih Bayangan